# Etteplan
Etteplan är en internationell koncern med cirka 4000 teknikspecialister, varav drygt 700 i Sverige fördelat på 21 kontor. 
Etteplan grundades i Finland år 1983 och har sedan dess utvecklats till ett internationellt börsnoterat företag. Under 2020 omsatte Etteplan 260 miljoner euro. Bolaget har verksamhet i Sverige, Finland, Nederländerna, Tyskland, Polen, Danmark, USA och Kina. Etteplans aktie är noterad på Nasdaq Helsinki Oy under tickern ETTE.
I augusti 2022 lade Etteplan ett offentligt kontanterbjudande till aktieägarna i Semcon.